# 2014 au Brésil
Chronologie du Brésil
- 2010
- 2011
- 2012
- 2013
- 2014
- 2015
- 2016
- 2017
- 2018

Cette page concerne des événements d'actualité qui se sont produits durant l'année 2014 au Brésil.

## Événements
- 12 juin au 13 juillet : Coupe du monde de football de 2014.
- 13 août : accident aérien du Cessna Citation 560 XLS+.
- 5 octobre : élections législatives.
- 5 et 26 octobre : élection présidentielle, Dilma Rousseff (parti des travailleurs) est réélue présidente au second tour..